# Оазисный колибри
Оазисный колибри (лат. Rhodopis vesper) — вид птиц из семейства колибри (Trochilidae), единственный в одноимённом роде (Rhodopis). Выделяют три подвида.

## Описание
Это колибри среднего размера с очень длинным, слегка изогнутым клювом. У самцов также длинный, глубоко раздвоенный хвост. Хвост самки намного короче и имеет выемку. И самцы, и самки сверху тускло-зелёные, с контрастным коричным крупой, а снизу белые с зеленоватыми боками. У самцов также есть «воротник» от синего до красноватого цвета.
Питается в основном нектаром, а также мелкими членистоногими (как и большинство колибри). Рацион изучен недостаточно. В кладке 2 яйца.

## Ареал
Обитает в Южной Америке, ареал простирается вдоль западного побережья Перу и Чили. Считается, что ранее представители вида обитали только на севере Чили, но затем расширили свой ареал в южном направлении.